# БШСН формализм
БШСН формали́зм или формали́зм Баумгарте — Шапиро — Сибаты — Накамуры  (англ. BSSN Formalism) — модификация АДМ формализма гамильтоновой формулировки общей теории относительности, разработанная в 1987—1999 годах Томасом Баумгарте, Стюартом Шапиро, Масару Сибатой и Такаси Накамурой.
АДМ формализм в силу своих неустранимых ограничений не позволяет получать стабильные численные схемы для численного моделирования. В БШСН формализме АДМ уравнения модифицированы введением вспомогательных переменных, что улучшило численную стабильность и позволило применять этот формализм к численному исследованию линейных и нелинейных гравитационных волн, а также к симуляции столкновений чёрных дыр.